# Push It (Garbage)
Push It è stato il primo singolo ad essere estratto dall'album del 1998 Version 2.0, seconda opera dei Garbage. Fu un successo internazionale nella primavera del 1998, quando fu lanciato come singolo trainante dell'album. La promozione del brano, prevedeva anche un video ricco di effetti speciali.

## Distribuzione
Il video prodotto per "Push It" è stato girato dal fotografo Andrea Giacobbe a Los Angeles, dove si è lavorato per quattro giorni nel marzo 1998. Il video è costato oltre 400,000 dollari. Quasi ogni sequenza del video è stata ritoccata in computer grafica ed al risultato finale è stato applicato un filtro per dare un taglio anni '70.
Il video comincia con la cantante Shirley Manson al supermercato insieme al marito, una figura che appare come un canale televisivo disturbato. Improvvisamente fanno irruzione tre suore che lo uccidono puntandogli delle croci. La scena si sposta, e la Manson è a casa con il nuovo compagno, un uomo con una lampadina al posto della testa. In questo caso arrivano tre bambini (in stile villaggio dei dannati) che lo rapiscono e lo costringono a giocare con loro insieme a dei bambini bendati. Il video continua alternando sequenza della Manson con i figli avuti da entrambi i defunti mariti (che sono la loro versione in piccolo), con immagini inquietanti di due donne unite dalla testa, una donna in tenuta sadomaso ed il viso coperto con un lama, una bambina seduta su un tavolo intorno al quale sono sedute figure senza volto ed altre.

## Tracce
- UK CD singolo Mushroom MUSH28CDS

1. "Push it" - 4:01
2. "Lick the Pavement" - 2:43
3. "Push it - Boom Boom Satellites mix" - 6:43

- UK 3" CD singolo Mushroom MUSH28CDSX

1. "Push it" - 4:01
2. "Thirteen" - 3:31

- UK cassetta single Mushroom MUSH28MCS

1. "Push it" - 4:01
2. "Lick the Pavement" - 2:43

- Australia CD maxi White MUSH01747.2
- Europa CD maxi BMG 74321 55409 2
- Sud Africa CD maxi BMG CDMUSH(WS)903

1. "Push it" - 4:01
2. "Push it - Boom Boom Satellites mix" - 6:43
3. "Lick the Pavement" - 2:43
4. "Thirteen" - 3:31

- Australia CD singolo White MUSH01747.5
- Europa CD singolo BMG 74321 55411 2

1. "Push it" - 4:01
2. "Lick the Pavement" - 2:43

- Canada CD maxi Almo Sounds AMDS-9872
- USA CD maxi Almo Sounds AMSDS-89014

1. "Push it" - 4:01
2. "Thirteen" - 3:31
3. "Push it - Boom Boom Satellites mix" - 6:43

- USA 12" single Almo Sounds AMS12-88005

1. "Push it - Club mix" - 7:19
2. "Push it - Dub mix" - 3:40
3. "I Think I'm Crystalized Extended" - 7:25
4. "I Think I'm Crystalized Dub" - 5:18

## Classifiche
| Classifica (1998)         | Posizione massima |
| ------------------------- | ----------------- |
| Australia                 | 31                |
| Belgio (Fiandre)          | 67                |
| Finlandia                 | 14                |
| Francia                   | 99                |
| Germania                  | 88                |
| Irlanda                   | 26                |
| Nuova Zelanda             | 15                |
| Paesi Bassi               | 77                |
| Regno Unito               | 9                 |
| Spagna                    | 5                 |
| Stati Uniti               | 52                |
| Stati Uniti (alternative) | 5                 |
| Stati Uniti (dance club)  | 5                 |

## Date di pubblicazione
| Data di pubblicazione | Paese         | Casa discografica   | Formato                                              |
| --------------------- | ------------- | ------------------- | ---------------------------------------------------- |
| 16 marzo 1998         | Regno Unito   | Mushroom Records UK | Airplay                                              |
| 30/31 marzo 1998      | Stati Uniti   | Almo Sounds         | Airplay: Modern Rock Tracks                          |
| 20 aprile 1998        | Australia     | White Records       | CD maxi, CD single                                   |
| 20 aprile 1998        | Nuova Zelanda | White Records       | Musicassetta, CD maxi                                |
| 20 aprile 1998        | Europa        | BMG                 | CD maxi, CD single                                   |
| 20 aprile 1998        | Sudafrica     | BMG Sud Africa      | CD maxi                                              |
| 21 aprile 1998        | Canada        | Almo Sounds         | CD maxi                                              |
| 21 aprile 1998        | Stati Uniti   | Almo Sounds         | CD maxi                                              |
| 27 aprile 1998        | Regno Unito   | Mushroom Records UK | Musicassetta, CD single, 3" CD                       |
| 28 settembre 1998     | Regno Unito   | Mushroom Records UK | 12" white label ("Push It - Victor Calderone mixes") |
| 20 ottobre 1998       | Stati Uniti   | Almo Sounds         | 12" vinile ("Push It"/"I Think I'm Paranoid")        |